# Возрождение (Приморско-Ахтарский район)
Возрождение — хутор в Приморско-Ахтарском районе Краснодарского края.
Входит в состав Ольгинского сельского поселения.

## География
Хутор Возрождение расположен у Бейсугского водохранилища, недалеко от реки Бейсуг.

### Улицы
- ул. Мира,
- ул. Набережная,
- ул. Садовая.

## Население
| 2002 | 2010 |
| ---- | ---- |
| 93   | ↘61  |